# Oligia violacea
Oligia violacea là một loài bướm đêm trong họ Noctuidae.